# Свети Безсребреници (Лугунци)
„Свети Безсребреници Козма и Дамян“ или „Свети Врач“ (на гръцки: Άγιοι Ἀνάργυροι) е възрожденска православна църква в мъгленското село Лугунци (Лангадия), Гърция, част от Воденската, Пелска и Мъгленска епархия на Вселенската патриаршия.
Църквата е гробищен храм, изграден югозападно от селото в местността Селище. Църквата е изградена в 1863 година, както се разбира от надписа над входа.
| „ | ούτος ο ιερός ναός των Αγίων Αναργύρων εκτίσθη κατά το έτος 1863, υπό της Κοινότητος Λουγγούντσης και επί αρχιερατεύοντος Αγίου Μογλενών και Φλωρίνης κ.κ. Προκοπίου. Този свети храм на Светите Безсребреници се издигна в годината 1863 година от община Лугунци при архиерейството на светия Прокопий Мъгленски и Лерински. | “ |

В архитектурно отношение е трикорабна базилика с два входа на южната страна, от която страна има и женска църква. Покривът е с каменни плочи, а на южната страна в източния край има камбанария. Югоизточно от камбанарията е открит римски надпис, а на няколко метра от църквата – римска мраморна статуя на мъж.
Във вътрешността таванът и иконостасът са дървени, а женската църква служи и като костница. Църквата е изписана – отличават се мъченичеството на Света Злата Мъгленска, Света Злата, Зосим, преподобна Мария Египетска, смъртта на праведника и грешника, съдът на Пилат, обесването на Юда, бичуването на Христос.